# 강정 본향당
강정 본향당은 제주특별자치도 서귀포시 강정동 4276번지에 있다. 2013년 12월 27일 제주특별자치도의 향토유산 제13호로 지정되었다.

## 지정 사유
지금으로부터 200년전(1810년대) 강정동 입향조인 고은립의 당손 고득의 처인 한씨 할머니가 강정동 2923번지에 처음 본향당(당신:하로산백관 하르방)을 모시기 시작한 이후 지금의 강정동 4976번지로 옮겨져 지역민의 건강과 안녕을 위해 모셔졌다. 일반적으로 분파된 본향당과는 달리 강정본향당은 강정동에서 자체적으로 모셔지고 있는 본향당으로서 향토유산적 가치가 크다.